# せんねん灸プレゼンツ しあわせ演歌・石原詢子です
せんねん灸プレゼンツ しあわせ演歌・石原詢子です（せんねんきゅうプレゼンツ しあわせえんか・いしはらじゅんこです）はラジオ大阪をキーステーションに放送されているラジオ番組である。セネファの一社提供。2005年4月6日に放送開始。

## 概要
女性演歌歌手の石原詢子とラジオ大阪アナウンサーの原田年晴がトークを交わす30分番組。リスナーからのはがき・メールを中心に、石原が出演した番組のエピソードなど、近況を語る。番組のテーマは「演歌」「健康」であり、健康に関する情報も取り上げている。

## 出演者
- 石原詢子[1]
- 原田年晴（ラジオ大阪アナウンサー）[1]

### 過去
- 野村啓司（フリーアナウンサー）

原田が悪性リンパ腫の治療で入院したことに伴って、2020年3月放送分から原田の代理で出演。毎日放送のアナウンサー時代から演歌への造詣が深く、ラジオ大阪では、2015年3月30日から2019年3月28日まで『熟メン!野村啓司です』のパーソナリティを務めていた。
- 偶然ラジオ大阪にいた吉幾三が飛び入り参加で出演したこともある。石原のコンサートの舞台裏を中継した際は、観客として訪れた坂本冬美、藤あや子、伍代夏子、北山たけし、津吹みゆへのインタビューが放送された。

## 主なコーナー

### 現在
- 歌（1曲目）

石原詢子の歌（持ち歌・カバー曲）がかかる。特に定まったコーナー名はないが、原田は「今日の1曲目」と紹介する。
- 質問コーナー

リスナーからの質問に石原が答える。特に定まったコーナー名はない。
- 歌（2曲目）
- 「せんねん灸 お灸でリラックス」

原田が健康に関するトピックとせんねん灸商品の紹介をする。
- 「詢ちゃん情報」

テレビ出演やコンサート、イベントの告知。
- エンディング トーク[4]

石原と原田がトークをしたのち、石原からリスナーへの一言で番組を締めくくる。

### 過去
石原の新曲にちなんだコーナーが設けられることが多い。
- 「風よ吹け 私のターニングポイント」（2009年）

リスナーから寄せられた、人生の転機になったエピソードを紹介する。石原のシングル『風よ吹け』に由来。
- 「あなたは何をなおしたい?」（2016年）

リスナーから寄せられた「今後直したいこと」を紹介する。石原のシングル『化粧なおし』に由来。
- 「あなたの花舞台」（2017年）

リスナーから寄せられた「花舞台に立った経験」「人生の花舞台といえる出来事」を紹介する。石原のシングル『女の花舞台』に由来。
- 「詢子のデビュー30周年大企画」（2017年 - 2018年）

デビュー30周年をリスナーとともに盛り上げるため「30周年の石原詢子にしてほしいこと」を募集し、紹介する。
- 「あなたの遥かな道」（2018年 - 2019年）

リスナーから寄せられた「長年続けていること」「今後続けてゆきたいこと」を紹介する。石原のシングル『遥かな道』に由来。
- 「私の知っている〇〇通り」

リスナーから寄せられた「通り(街路)」に関する思い出・エピソードを紹介する。石原のシングル『通り雨』に由来。

## 関連作品
- 『しあわせ演歌・石原詢子です』（2008年）

番組リスナーからのリクエスト曲で構成されたアルバム。表題は「しあわせ演歌」であるが、フォーク調のオリジナル曲『あまやどり』や山口百恵の『秋桜』、一青窈の『ハナミズキ』といった演歌以外のカバー曲も収録している。
- 『千年先まで…』（2014年）

番組のエンディング曲。作詞・石原詢子、作曲・吉幾三。
- 『女の花舞台』（2017年）

リスナーからの電話投票によりリリースが決定したシングル。
- 『詢子の日本列島しあわせ音頭』（2018年）

番組内でリスナーから歌詞・フレーズを募集し、それらをつなぎ合わせて作られた曲。作曲は石原詢子。『石原詢子全曲集2019』、『通り雨(お得版)』に収録。

## ネット局
※放送時間は2025年4月現在でJST表記。放送時間の早い順から記載。

### 現在
| 放送対象地域 | 放送局名            | 放送時間               | 放送期間       | 備考   |
| ------------ | ------------------- | ---------------------- | -------------- | ------ |
| 近畿広域圏   | ラジオ大阪（OBC）   | 毎週水曜 20:30 - 21:00 | 2005年4月6日 - | 制作局 |
| 関東広域圏   | 文化放送（QR）      | 毎週土曜 6:25 - 6:50   | 2007年4月8日 - | [ 7 ]  |
| 北海道       | STVラジオ           | 毎週日曜 17:30 - 18:00 | 2008年4月6日 - | [ 8 ]  |
| 福岡県       | 九州朝日放送（KBC） | 毎週日曜 20:30 - 21:00 | 不明           |        |

- 通常はラジオ大阪本社のスタジオで収録しているが、過去には、文化放送のスタジオを収録に使用したことがある（2016年11月の放送分など）。
- 2022年に入ってからは、石原の楽曲「ただそばにいてくれて」（2021年5月19日リリース）やコンサートのPRを兼ねて、ネット局が自社で制作する番組に石原と原田がゲストで出演することが相次いでいる。当該番組では基本として事前に収録した音源を流しているが、2022年3月2日の『くにまるジャパン 極』（文化放送が平日のランチタイム前後に編成していた生ワイド番組）では、石原が同局のスタジオ、原田がラジオ大阪のスタジオから「なるほどジャパン」（12時台後半）に登場。

### 過去
| 放送対象地域 | 放送局名               | 放送時間               | 放送期間             | 備考          |
| ------------ | ---------------------- | ---------------------- | -------------------- | ------------- |
| 岐阜県       | 岐阜放送（ぎふチャン） | 毎週日曜 17:25 - 17:55 | 不明 - 2017年4月2日  | [ 9 ] [ 10 ]  |
| 中京広域圏   | 東海ラジオ（SF）       | 毎週日曜 20:00 - 20:30 | 2017年4月16日 - 不明 | [ 11 ] [ 12 ] |

※特別番組（プロ野球中継や日本シリーズなど）放送などにより放送日・放送時間が変更になる場合がある（#脚注も参照）。